# قلعة بني موشمي (زيلايي)
قلعة بني موشمي (بالفارسية: قلعه بنی موشمی) هي قرية تقع في إيران في قسم زیلایی الريفي. يقدر عدد سكانها بـ 218 نسمة بحسب إحصاء 2016.